# 박종현 (지리학자)
박종현(朴倧玄, 1969년~)은 대한민국의 지리학자이다. 현재 호세이 대학 경제학부 교수로 재직 중이다.

## 생애
1969년 경상북도 군위군 의흥면에서 태어나 부산에서 고등학교까지 지내다 서울에서 대학생활을 보냈다.
이후 1990년 초에 일본으로 건너가 도쿄 대학 대학원 석사 박사 과정에서 지리학을 전공했고, 이학박사 도시지리학, 경제지리학을 전공했다.
특히 부산 지역과 후쿠오카 지역의 연계와 국제적 도시 시스템에 관한 다수의 논문 발표로 일본 지리학회에서 주목. 최근에는 한일 대중 문화 평론가로도 활동했다. 2001년에는 잡지 GQ 코리아에서 한일문화평론에 대한 컬럼 개제로 한류를 평가했다. 시공사에서 2005년 나의 일본 사람 탐험기, 2009년에는 개정판으로 "나는 일본친구가 좋다"라는 에세이를 발표 호평했다. 2009년1월부터 일본 후지텔레비전 "칸타메!DX"에서 사회자로 활동했다. 일본 고단샤에서 「韓国人を愛せますか？」「韓国人が好きですか？」「韓流「女と男・愛のルール」를 발표 호평을 받고 있다.